# Phaenopoma nigropunctatum
Phaenopoma nigropunctatum är en spindelart som först beskrevs av O. Pickard-Cambridge 1883.  Phaenopoma nigropunctatum ingår i släktet Phaenopoma och familjen krabbspindlar. Inga underarter finns listade i Catalogue of Life.